# إقرار بالذنب
الإقرار بالذنب من الناحية القانونية هو إجابة على ادعاء في قضية جنائية بموجب القانون العام باستخدام نظام المغارمة. بعبارة أخرى فإن الإقرار بالذنب يعني تأكيد المتهم عند مثوله أمام المحكمة بتهمة جنائية بأنه مقر بالذنب.
يعد مفهوم الإقرار بالذنب أحد الاختلافات الرئيسية بين الإجراءات الجنائية بموجب القانون العام والإجراءات بموجب نظام القانون المدني. فبموجب القانون العام يتم تلقائيًا إدانة المدعى عليه الذي يعترف بالجريمة وتكون المحاكمة لتحديد العقوبة، وينتج عن ذلك نظام يُعرف باسم مساومة الإقرار بالذنب، حيث يجوز للمدعى عليه الإقرار بالذنب مقابل تخفيف العقوبة.